# شلومو کیرات
شلومو کیرات (به انگلیسی: Shlomo Kirat) مدافع اهل اسرائیل است که از سال ۱۹۷۸ تا ۱۹۸۵ میلادی عضو تیم ملی فوتبال اسرائیل بوده و در ۲۴ بازی ملی حضور داشته‌است.